# (8637) 1986 CS1
(8637) 1986 CS1 là một tiểu hành tinh vành đai chính. Nó được phát hiện bởi Henri Debehogne ở Đài thiên văn La Silla ở Chile ngày 6 tháng 2 năm 1986.